# Aviation des armées blanches
L’aviation des armées blanches est l'armée de l'air russe s'opposant à l'armée rouge pendant la guerre civile de 1918 à 1922. Elle comprend diverses formations : escadrons, divisions, escadrilles et autres.

## Création
Parmi les nombreuses tâches importantes et complexes auxquelles sa direction militaro-politique est confrontée dès les premiers jours de l'organisation du mouvement blanc figure la création d'une flotte aérienne. Les représentants les plus éminents de l'aviation de l'armée impériale russe participent activement à sa création : Alexandre Kazakov, Viatcheslav Tkatchiov, Sergueï Boïno-Rodzevitch, etc.
Les dirigeants militaires blancs considèrent l'aviation non seulement comme la plus grande réalisation du progrès scientifique et technologique, mais surtout comme un moyen de résoudre des missions de combat dans l'intérêt des forces terrestres. Les formations aériennes ont été créées en tant que formations combattantes, car le mouvement blanc se fixe pour objectif de rétablir l'ordre dans le pays par la force des armes.
De sérieuses difficultés s'opposent à la création de la flotte aérienne des armées blanches, surtout techniques et économiques, conséquence de la dévastation et la désorganisation complète de l'État. Les difficultés sont aggravées par le fait qu'il est nécessaire de créer des unités d'aviation alors que se déclenche la guerre civile. Dans les plus brefs délais, il faut créer et organiser de nouvelles structures centrales et locales de l'aviation militaire, déployer la formation et la dotation en personnel des détachements d'aviation, leur trouver du matériel et des armes, établir une formation au combat et une formation militaire du personnel. Toutes ces activités doivent être menées simultanément, le temps manque pour respecter leur ordre et leur séquence. La flotte aérienne des armées blanches est créée en situation de combat.

### Forces de combat de l'aviation russe dans le mouvement blanc sur les fronts de la guerre civile
| Front des armées blanches | Commandant                    | Escadrons | Avions  |
| ------------------------- | ----------------------------- | --------- | ------- |
| Armée de volontaires      | Général major M. Kravtsevitch | 10        | 100-110 |
| Grande armée du Don       | Colonel V. Baranov            | 6         | 45-50   |
| Armée cosaque du Kouban   | Colonel E. Vitachevski        | 2         | 14-16   |
| Sud                       | Général major I. Kravtsevitch | 18        | 150-160 |
| Est                       | Colonel S. Boïno-Rodzevitch   | 15        | 65      |
| Nord-ouest                | Capitaine B. Serguievski      | 3         | 10      |
| Nord                      | Colonel A. Kazakov            | 2         | 19      |

### Équilibre des forces aériennes sur les fronts de la guerre civile en 1919-1920
| Front      | Période        | armée blanche | armée rouge |
| ---------- | -------------- | ------------- | ----------- |
| Sud        | Octobre 1919   | 150           | 180         |
| Est        | Septembre 1919 | 58            | 100         |
| Nord-ouest | Octobre 1919   | 12            | 87          |
| Nord       | juin 1919      | 35            | 40          |
| Sud        | août 1920      | 33            | 45          |

## Remarques
1. ↑  « АВИАЦИЯ БЕЛЫХ АРМИЙ РОССИИ В ГОДЫ ГРАЖДАНСКОЙ ВОЙНЫ И ПОСЛЕВОЕННЫЕ ГОДЫ / Авиация и космонавтика 2000 03 » [archive du 7 février 2018], www.k2x2.info (consulté le 22 février 2018)